# Niclas Jensen
Niclas Jensen (nom complet : Niclas Christian Monberg Jensen) est né le 17 août 1974 à Copenhague. C'est un footballeur international danois. Il joue le plus souvent au poste d'arrière gauche. Son frère, Daniel Jensen, est lui aussi footballeur.

## Biographie

### En sélection
- 62 sélections en équipe du Danemark entre 1998 et 2008

## Carrière
- Lyngby BK (1992-1996)
- PSV Eindhoven (1996-1998)
- FC Copenhague (1998-2002)
- Manchester City (2002-2003)
- Borussia Dortmund (2003-2005)
- Fulham (2005-2007)
- FC Copenhague (2007-2009)